# كامبوس ديل ريو
بلدية كامبوس ديل ريو (بالإسبانية: Campos del Río) هي بلدية تقع في منطقة مرسية جنوب شرق إسبانيا.

## الديموغرافيا
بلغ عدد سكان بلدية كامبوس ديل ريو 2.226 نسمة عام 2011 (وفقاً للمعهد الوطني الإسباني للإحصاء).
| 2.019 | 2.005 | 2.051 | 2.061 | 2.182 | 2.210 | 2.226 |